# Han Sui
En aquest nom xinès, el cognom és Han.
Han Sui (mort el 215) va ser un senyor de la guerra que va viure durant el període de la tardana Dinastia Han de la història xinesa. Durant la major part de la seva vida va estar actiu en la Província de Liang (涼州, la frontera al nord-oest de la dinastia Han) i va participar en diverses revoltes en contra de la dinastia Han i en contra del senyor de la guerra Cao Cao.